# Żyrant
Żyrant (wł. girante od girare „obracać, żyrować” z giro „obrót; obieg; żyro” od łac. gyrus „krąg, wolta, obieg” z gr. gýros „koło; krąg”) – potoczne określenie poręczyciela, czyli osoby potwierdzającej możliwość spłaty zobowiązania finansowego innej osoby. W przypadku gdy osoba odpowiedzialna za regulację zobowiązania nie wywiązuje się ze swoich obowiązków, ich ciężar przejmuje żyrant. Ma on wtedy prawo dochodzenia tych należności od dłużnika.  Umowę poręczenia regulują przepisy Kodeksu cywilnego.
W przedwojennej terminologii handlowej i prawniczej żyrant był synonimem indosanta. Postępująca po II wojnie światowej zmiana znaczenia tego wyrażenia w języku potocznym, choć krytycznie oceniana przez część doktryny prawniczej, jest odnotowywana w nowszych słownikach, a nawet w orzecznictwie Sądu Najwyższego.